# Sphecodes paraplesius
Sphecodes paraplesius là một loài Hymenoptera trong họ Halictidae. Loài này được Lovell mô tả khoa học năm 1911.